# City of Bradford
Bradford – dystrykt metropolitalny w hrabstwie ceremonialnym West Yorkshire w Anglii.

## Miasta
- Bingley
- Bradford
- Denholme
- Ilkley
- Keighley
- Shipley
- Silsden

## Inne miejscowości
Addingham, Allerton, Apperley Bridge, Baildon, Ben Rhydding, Burley in Wharfedale, Burley Woodhead, Clayton, Cottingley, Crossflatts, Cullingworth, Eastburn, Esholt, Gilstead, Harden, Haworth, Lumbfoot, Menston, Oakenshaw, Oxenhope, Queensbury, Sandy Lane, Scholes, Stanbury, Steeton with Eastburn, Thornton, Tong, Wilsden, Wrose.